# Kabinet-Djoeanda
Het kabinet-Djoeanda was een Indonesisch kabinet in de jaren 1957-1959. Het kabinet werd ook wel Kabinet Karya ("werkkabinet") of "zakenkabinet" genoemd. Het kabinet stond in het teken van de toenemende overgang richting de geleide democratie, de regeringsvorm van Indonesië tussen 1959 en het afzetten van Soekarno in 1968. Het kabinet-Djoeanda was het laatste kabinet van Indonesië met een aparte minister-president, namelijk Djoeanda Kartawidjaja. Na dit kabinet nam president Soekarno ook de rol van minister-president op zich, en later werd de functie helemaal afgeschaft.

## Formatie
Het kabinet-Ali Sastroamidjojo II viel op 14 maart, onder andere vanwege de opkomst van regionale afscheidingsbewegingen en conflicten binnen de coalitie. President Soekarno wilde graag een kabinet op basis van gotong royong ("wederzijdse hulp", oftewel een kabinet van nationale eenheid) op basis van samenwerking van de vier grootste partijen: de PNI, Masjoemi, Nahdlatul Ulama (NU) en de Communistische Partij (PKI). Dat Soekarno de communisten van de PKI erbij wilde betrekken werd niet geaccepteerd door de islamitische partijen Masjoemi en NU, en ook het leger was hier niet voor.
Vanwege de volgens Soekarno "gevaarlijke situatie" riep Soekarno de "staat van oorlog en beleg" (noodtoestand) uit. Hij stelde vervolgens Soewirjo (PNI) aan als formateur, maar toen die er niet in slaagde een kabinet samen te stellen nam Soekarno de ongewone stap dat hij zichzelf als formateur aanwees. Tijdens een bijeenkomst op 4 april stelde Soekarno een "extraparlementair zaken-noodkabinet" voor, en hij vroeg de aanwezigen van de verschillende partijen om op een briefje te schrijven of ze minister wilden worden in dit kabinet. De meesten gingen akkoord, maar Masjoemi ging in verzet omdat de procedure illegaal zou zijn. Ondanks dit verzet werd op 9 april 1957 het Kabinet Karya geïnstalleerd, met de ervaren minister Djoeanda Kartawidjaja als minister-president.
Omdat Soekarno het kabinet als een zakenkabinet presenteerde zaten de ministers niet in het kabinet namens hun politieke partij. Om zijn idee van een gotong royong-kabinet toch kracht bij te zetten benoemde Soekarno toch ook twee ministers van Masjoemi: Pangeran Muhammad Noor en Muljadi Djojomartono. Omdat zij de ministersposten accepteerden werden ze door Masjoemi uit de partij gezet. Ook de Katholieke Partij was tegen het nieuwe kabinet, maar Soekarno benoemde de katholiek Gustaaf Adolf Maengkom om ook dit te ondervangen. De nieuwe situatie is wel beschreven als een "verlichte dictatuur" van Soekarno.

## Kabinetsprogramma
Het kabinetsprogramma werd door Soekarno aangeduid met de term 'pancakarya', bestaande uit de woorden 'panca' (uit het Sanskriet voor 'vijf') en 'karya' (werken). De vijf 'werken' of taken van het kabinetsprogramma waren:
1. De opzet van een 'Nationale Raad'
2. Normalisering van de situatie in de republiek
3. Uitvoering van het intrekken van het akkoord van de rondetafelconferentie van 1949
4. Strijden voor West-Irian
5. Versnellen van het ontwikkelingsproces

## Voortgang
Het kabinet-Djoeanda werd vanaf het begin bekritiseerd door anticommunisten. Hoewel de PKI niet officieel meedeed aan het kabinet werd van verschillende ministers vermoed dat ze communist waren of nauw samenwerkten met de PKI. De Masjoemi-partij bleef ook aandragen dat het kabinet ongrondwettelijk was omdat het niet door het parlement was geïnaugureerd. Premier Djoeanda bleef echter rapporteren aan het parlement en zijn argument was dat in de praktijk alleen Masjoemi, de Katholieke Partij en de kleine partij PRI van Sutomo oppositie voerden. In de praktijk was de rol van het parlement bijna uitgespeeld, en ook de ministers hadden veel minder macht dan in vorige kabinetten. De noodtoestand bleef van kracht, en de Amerikaanse historicus George Kahin schreef: "De inhuldiging van dit kabinet heeft de rol van zowel het parlement als de politieke partijen verzwakte, in gelijke mate tot de flink vergrote rol van de president en het leger."
Soekarno werkte aan de opzet van zijn concept van geleide democratie. In mei 1957 gebruikte Soekarno een noodwet om de Nationale Raad (Dewan Nasional) op te zetten. De Nationale Raad was een orgaan naast het kabinet, bestaande uit een afspiegeling van de samenleving op basis van 'functionele groepen' (zoals boeren, arbeiders, jongeren, zakenlieden en vrouwen) in plaats van op basis van politieke partijen. Ook waren er in de Nationale Raad afgevaardigden van verschillende eilanden en regio's.
Nadat in november 1957 pogingen bij de Verenigde Naties om West-Irian te laten aansluiten bij Indonesië waren mislukt, ging het kabinet onder leiding van Soekarno over tot het overnemen van de activiteiten van Nederlandse bedrijven. Op 5 december werden alle 46.000 Nederlanders nog aanwezig gedwongen het land te verlaten (Zwarte Sinterklaas). Binnen het kabinet was er onenigheid over deze maatregelen, en ook vicepresident Mohammed Hatta was tegen. De oppositiepartij Masjoemi uitte kritiek, en partijleiders Muhammad Natsir, Sjafruddin Prawiranegara en Boerhanoeddin Harahap sloten zich aan bij de Revolutionaire Overheid van de Republiek Indonesië (PRRI) op Sumatra. Ook de Permesta-rebellie op Sulawesi groeide. Deze separatistische bewegingen waren een belangrijke reden dat Soekarno erin kon slagen de noodtoestand in stand te houden en zijn geleide democratie verder uit te bouwen.
Vanaf begin 1958 werd er begonnen met het organiseren van nieuwe verkiezingen. Volgend op de parlementsverkiezingen van 1955 zouden de volgende moeten plaatsvinden in september 1959. De inmiddels verzwakte politieke partijen zaten echter niet te wachten op verkiezingen omdat de communisten van de PKI waarschijnlijk flink zouden winnen, en ook andere groepen zoals het leger (versterkt door de noodtoestand) wilden liever geen verkiezingen. Behalve de PKI waren alle grote partijen voor uitstel van de verkiezingen, en op 22 september 1958 werd door premier Djoeanda aangekondigd dat de verkiezingen met maximaal een jaar zouden worden uitgesteld, officieel omdat vanwege de rebellieën de veiligheid niet gegarandeerd kon worden.

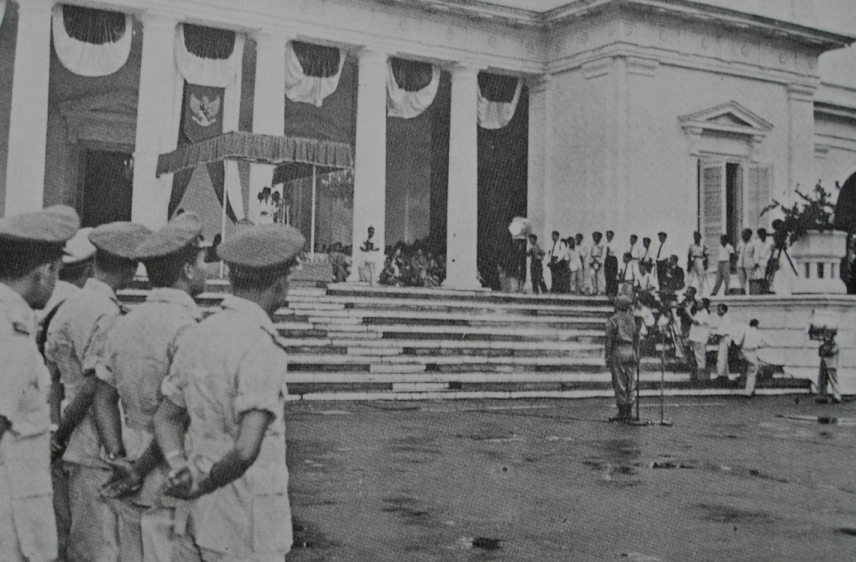
Soekarno spreekt het decreet van 5 juli 1959 uit.

Ondertussen was de grondwetgevende vergadering Konstituante al sinds 1956 bezig met het opzetten van een nieuwe grondwet, maar zonder succes. Legerleider Abdul Harris Nasution stelde daarop voor om terug te keren naar de oorspronkelijke Indonesische Grondwet uit 1945. Dit plan won aan populariteit, en op 5 juli 1959 vaardigde Soekarno een decreet uit dat de grondwet van 1945 herstelde, de Konstituante ophief en de gekozen Volksvertegenwoordigingsraad weer wijzigde in een benoemd parlement. Dit betekende ook het einde van het kabinet-Djoeanda, en Soekarno nam de macht steviger in handen door in het opvolgende Werkkabinet I de rol van zowel president als minister-president op zich te nemen.

## Samenstelling
Zoals hierboven aangegeven was het kabinet-Djoeanda een 'zakenkabinet' en officieel zaten de ministers dus niet op hun post namens een partij. Desalniettemin waren de meeste ministers lid van een partij, en die partijen zijn ook opgenomen in onderstaande tabel.
Op 25 juni 1958 vonden er verschillende wijzigingen plaats in het kabinet, waarbij de ministersposten van 'volksmobilisatie voor ontwikkeling' en van 'interregionale betrekkingen' werden opgeheven, en verschillende nieuwe ministers werden benoemd.
| Nr. | Ministerspost                                  | Minister            | Minister                                                  | Partij       |
| --- | ---------------------------------------------- | ------------------- | --------------------------------------------------------- | ------------ |
| 1   | Minister-president                             |                     | Djoeanda Kartawidjaja                                     |              |
| 1   | Vicepremiers                                   |                     | Hardi                                                     | PNI          |
| 1   | Vicepremiers                                   |                     | Idham Chalid                                              | NU           |
| 1   | Vicepremiers                                   |                     | Johannes Leimena (vanaf 29 april 1957)                    | Parkindo     |
| 2   | Buitenlandse Zaken                             |                     | Soebandrio                                                |              |
| 3   | Binnenlandse Zaken                             |                     | Sanusi Hardjadinata                                       | PNI          |
| 4   | Defensie                                       |                     | Djoeanda Kartawidjaja                                     |              |
| 5   | Justitie                                       |                     | Gustaaf Adolf Maengkom                                    | PNI          |
| 6   | Informatie                                     |                     | Soedibjo                                                  | PSII         |
| 7   | Financiën                                      |                     | Soetikno Slamet                                           | PNI          |
| 8   | Landbouw                                       |                     | Sadjarwo                                                  | BTI          |
| 9   | Handel                                         |                     | Soenardjo Abu Ngusman (tot 25 juni 1958)                  | NU           |
| 9   | Handel                                         |                     | Rachmat Muljomiseno (vanaf 25 juni 1958)                  | NU           |
| 10  | Industrie                                      |                     | Freddy Jaques Inkiriwang                                  |              |
| 11  | Transport                                      |                     | Sukardan                                                  |              |
| 12  | Scheepvaart                                    |                     | Mohammad Nazir                                            |              |
| 13  | Openbare Werken en Energie                     |                     | Pangeran Muhammad Noor                                    | v/h Masjoemi |
| 14  | Arbeid                                         |                     | Samjono                                                   |              |
| 15  | Sociale Zaken                                  |                     | Johannes Leimena (tot 24 mei 1957)                        | Parkindo     |
| 15  | Sociale Zaken                                  |                     | Muljadi Djojomartono (vanaf 25 mei 1957)                  | v/h Masjoemi |
| 16  | Onderwijs en Cultuur                           |                     | Prijono                                                   | Murba        |
| 17  | Godsdienst                                     |                     | Mohammad Iljas                                            | NU           |
| 18  | Gezondheid                                     |                     | Abdul Azis Saleh                                          | IPKI         |
| 19  | Grondzaken                                     |                     | Soenarjo                                                  | NU           |
| 20  | Volksmobilisatie voor Ontwikkeling             |                     | Anak Marhaen Hanafi (tot 25 juni 1958)                    |              |
| 21  | Minister van Staat voor Veteranenzaken         |                     | Chaerul Saleh                                             | Murba        |
| 22  | Interregionale Betrekkingen                    |                     | Ferdinand Lumbantobing (tot 25 juni 1958)                 | S.K.I.       |
| 23  | Ministers van Staat (allen vanaf 25 juni 1958) |                     | Suprajogi (voor stabilisering van de economie)            |              |
| 23  | Ministers van Staat (allen vanaf 25 juni 1958) |                     | Muhammad Wahib Wahab (voor civiel-militaire samenwerking) | NU           |
| 23  | Ministers van Staat (allen vanaf 25 juni 1958) |                     | Ferdinand Lumbantobing (voor transmigratie)               | S.K.I.       |
| 23  | Ministers van Staat (allen vanaf 25 juni 1958) | Anak Marhaen Hanafi |                                                           |              |
| 23  | Ministers van Staat (allen vanaf 25 juni 1958) | Mohammad Yamin      |                                                           |              |